# Tourville (1973)
Tourville (D 610) – francuski niszczyciel rakietowy typu F67 wchodzący w skład Marynarki Wojennej Francji, przeznaczony do walki na szerokich akwenach. Okręt specjalizuje się walce z okrętami podwodnymi a także obronie przeciwlotniczej oraz działaniom przeciwko okrętom nawodnym. Swoją nazwę okręt otrzymał na cześć Anne Hilarion de Tourvillea, admirała oraz marszałka.
Niszczyciel został zbudowany w 1973 roku a 14 czerwca 1975 roku oficjalnie wszedł w skład marynarki. W latach 1994–1996 okręt został wyposażony w najnowszy sonar do wykrywania okrętów podwodnych. Okręt w czerwcu 2011 wycofany ze służby i sukcesywnie rozbrajany.
Główną bazą domową okrętu był port Brest na północy Francji.

## Uzbrojenie
Na pokładzie okrętu służyło 299 marynarzy w tym 24 oficerów. Uzbrojenie okrętu stanowiło głównie jedna ośmioprowadnicowa wyrzutnia przeciwlotniczych pocisków rakietowych „Crotale”, sześć wyrzutni przeciwokrętowych pocisków rakietowych „MM38 Exocet” oraz dwie wyrzutnie torped L5 Mod 4. Dodatkowo okręt był wyposażony w dwa uniwersalne działa kalibru 100 mm oraz cztery karabiny maszynowe kalibru 12,7 mm.
Wsparcie lotnicze zapewniały dwa śmigłowce, Westland Lynx

## Galeria

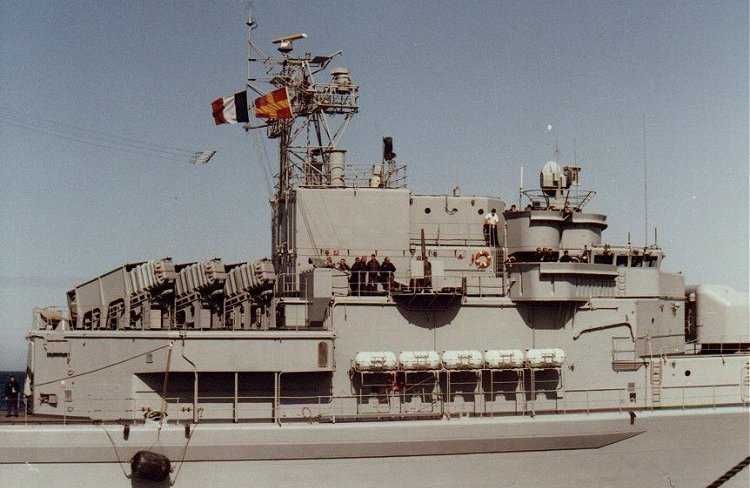
Mostek kapitański oraz widoczne wyrzutnie pocisków Exocet
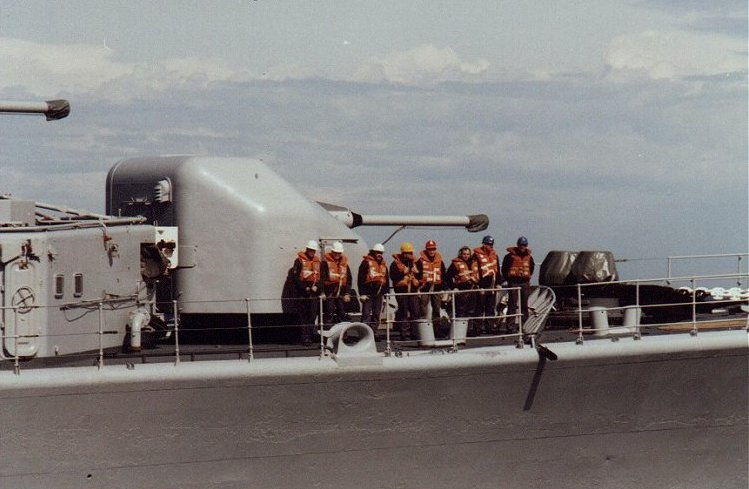
Działo uniwersalne 100 mm
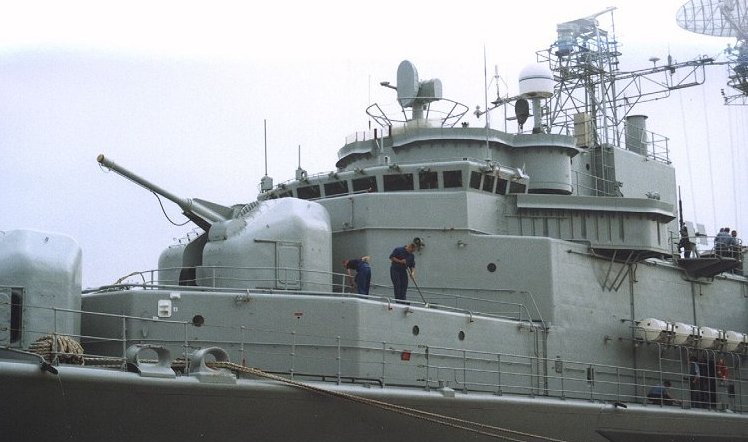
Działo uniwersalne 100 mm
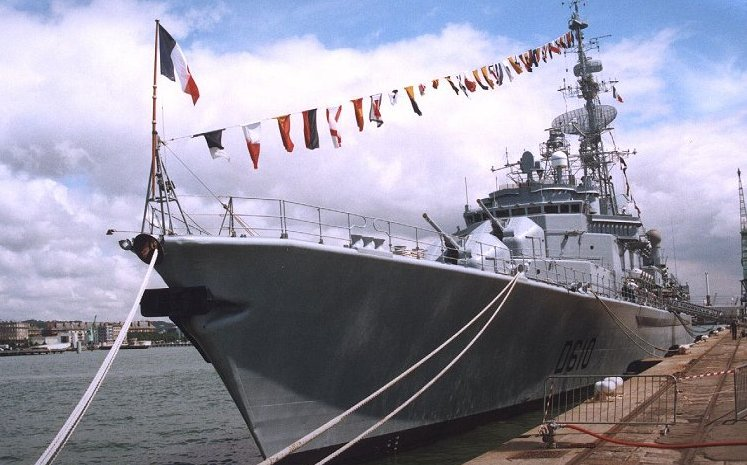
'
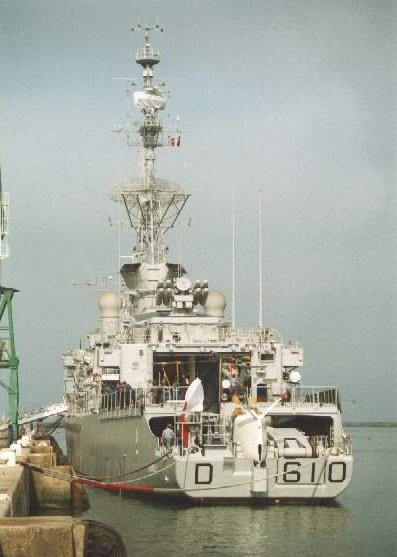
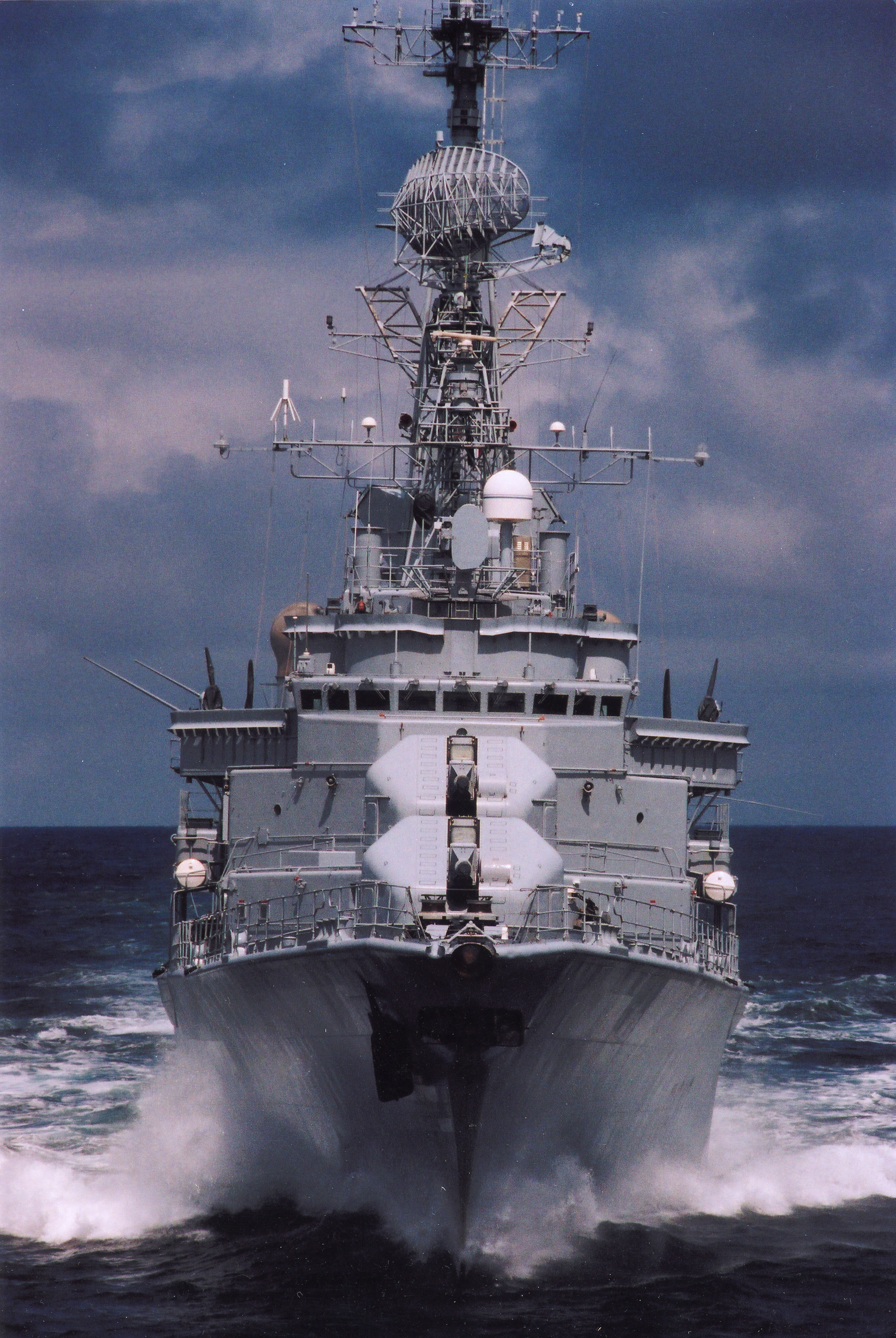